# Porterandia catappifolia
Porterandia catappifolia är en måreväxtart som beskrevs av Henry Nicholas Ridley. Porterandia catappifolia ingår i släktet Porterandia och familjen måreväxter. Inga underarter finns listade i Catalogue of Life.